# Pedro Cea
José Pedro Cea, född den 1 september 1900 och död den 18 september 1970, var en uruguayansk fotbollsspelare. Han föddes i Galicien i nordvästra Spanien, men hans familj utvandrade till Uruguay när han var liten.

## Klubbkarriär
Cea spelade hela sin karriär för Club Nacional de Football i Montevideo. Han blev uruguayansk mästare flera gånger med Nacional under sin karriär.

## Landslagskarriär
Cea debuterade för det uruguayanska landslaget 1923 och han deltog samma år i de sydamerikanska mästerskapen där Uruguay vann och blev sydamerikanska mästare. Han deltog även året därpå då Uruguay åter blev sydamerikanska mästare. Samma år var han även med i det vinnande uruguayanska laget i de olympiska spelen i Paris. Han deltog även fyra år senare i 1928 års olympiska spel i Amsterdam där Uruguay försvarade sitt guld från Paris.
1930 blev Cea uttagen till Uruguays VM-trupp till det första världsmästerskapet i fotboll 1930 på hemmaplan i Uruguay. Han fick spela i alla matcherna och han gjorde först ett mål i Uruguays seger över Rumänien med 4-0 och sedan gjorde han ett hattrick i semifinalen mot Jugoslavien som Uruguay vann med hela 6-1. I finalen gjorde Cea den avgörande kvitteringen till 2-2 i den 57:e matchminuten vilket innebar början på vändningen i matchen som Uruguay till slut vann med 4-2. Cea blev därmed världsmästare och han blev Uruguays bäste målskytt och hela turneringens näst bäste målskytt efter Guillermo Stábile med sina fem mål.

## Tränarkarriär
Cea var tränare för Uruguay mellan 1941 och 1942 och han ledde under den tiden landslaget till en seger i de sydamerikanska mästerskapen 1942.